# Closterus godeli
Closterus godeli är en skalbaggsart som beskrevs av Auguste Lameere 1917. Closterus godeli ingår i släktet Closterus och familjen långhorningar.
Artens utbredningsområde är Madagaskar. Inga underarter finns listade i Catalogue of Life.